# Linyphia karschi
Linyphia karschi är en spindelart som beskrevs av Roewer 1942. Linyphia karschi ingår i släktet Linyphia och familjen täckvävarspindlar.
Artens utbredningsområde är São Tomé. Inga underarter finns listade i Catalogue of Life.